# 4444 Escher
4444 Escher је астероид главног астероидног појаса са средњом удаљеношћу од Сунца која износи 2,323 астрономских јединица (АЈ).
Апсолутна магнитуда астероида је 13,0.